# Zorflick
Zorflick è un fumetto online a strisce disegnato da Matteo Freddi, la cui prima striscia è stata pubblicata il 3 agosto 2004.
Le strisce di Zorflick nascono nel momento in cui il fenomeno del fumetto online era appena nato. Il fumetto è stato inizialmente pubblicato da Shockdom, ma l'autore ha poi deciso di abbandonare l'editore passando all'autoproduzione
Le strisce raccontano le avventure di un gruppo di trentenni costantemente alla ricerca di ragazze, del modo più semplice per divertirsi o semplicemente di fare qualcosa che non faccia loro sentire il "peso degli anni".

## Il blog
La struttura a strip blog permette all'autore di pubblicare due strisce a settimana.
Fin dagli esordi il tratto del disegno è stato deciso e con uno stile proprio, disegnato originariamente a matita per poi passare alla china, e quasi sempre in bianco e nero, nonostante a volte compaia qualche striscia a colori. Specialmente all'inizio l'espressione dei personaggi era spesso caricaturale, mentre attualmente questo stile viene alternato a un forte realismo.
Le strisce descrivono la vita quotidiana di Theo - alter ego dell'autore - e del suo gruppo di amici. Theo è un ultratrentenne single che vive da solo in un appartamento con il suo peluche Zorflick e il cactus Mundo. Zorflick viene identificato come una persona estremamente saggia, dotata di autocontrollo, critica verso tutto e tutti ma anche dotata di grande negatività interiore, che lo porta a non avere fiducia in nessuna autorità. È un pupazzo pensante, e questo nelle strisce si traduce con il fatto che Theo non può sentire quello che dice, e gli unici che possono farlo sono il cactus Mundo e suo figlio Siggy.
Mundo è un cactus pensante, che all'interno della famiglia ricopre il ruolo della madre, mentre Zorflick quello del padre. Questa situazione viene chiarita quando Mundo si prepara ad avere un figlio, Siggy, e viene apostrofato da Zorflick come "Mammo". I comportamenti di Mundo fanno spesso pensare alla figura genitoriale femminile, spesso in ansia per il figlio, e assume i comportamenti tipici della "casalinga". Nonostante ciò viene spesso ricordato che essendo un cactus non possiede nessuno dei due sessi. Il figlio Siggy inizialmente viene presentato come lo specchio dei giovani di oggi: alternativo, con il piercing, no global e anticonformista. Solo più avanti la sua personalità si evolverà rasentando quasi lo stereotipo del nerd.

## Zorflick su carta
Il primo albo di Zorflick, Prendila come viene, amico, è stato pubblicato dalla Shockdom edizioni, e contiene una raccolta delle migliori strisce pubblicate, più una storia inedita, chiamata Mirkuz in Wonderland. Il volume è stato presentato al Fullcomics 2007 a Piacenza il 14 e il 15 aprile.
Il secondo volume, Per chi suona la campana, è stato pubblicato dalla Associazione Altrove in edizione limitata (appena 150 copie) come forma di ringraziamento da parte di Freddi verso i suoi più fedeli lettori. Il volume è stato presentato al Lucca Comics & Games nel 2007.
Il terzo volume, "Come essere felici nonostante se stessi" è stato pubblicato nel 2010 dalle Edizioni Arcadia.